# Šlomo Bochbot
Šlomo Bochbot (hebrejsky שלמה בוחבוט) je izraelský politik a bývalý poslanec Knesetu za Izraelskou stranu práce.

## Biografie
Narodil se 8. listopadu 1942 v Maroku. V roce 1954 přesídlil do Izraele. Vystudoval střední školu. Sloužil v izraelské armádě, kde získal hodnost seržanta (Samal). Pracoval jako starosta. Hovoří hebrejsky a francouzsky.

## Politická dráha
Působí jako starosta města Ma'alot-Taršicha. Byl členem vedení Strany práce a místopředsedou Fóra rozvojových měst. V izraelském parlamentu zasedl po volbách v roce 1992, v nichž kandidoval za Stranu práce. Zasedal ve výboru pro ekonomické záležitosti, výboru finančním a výboru pro záležitosti vnitra a životního prostředí. Byl rovněž členem vyšetřovací komise k beduínskému sektoru.
Ve volbách v roce 1996 nebyl zvolen. Později přešel do strany Kadima, ale z ní rovněž odešel. Zůstává starostou v Ma'alot-Taršicha.